# Andrena ellinorae
Andrena ellinorae är en biart som beskrevs av Grünwaldt och Osytshnjuk 2005. Andrena ellinorae ingår i släktet sandbin, och familjen grävbin. Inga underarter finns listade i Catalogue of Life.